# Kürtener Hochfläche
Die Kürtener Hochfläche ist eine Naturräumliche Einheit mit der Ordnungsnummer 338.220 innerhalb der Südbergischen Hochfläche (Ordnungsnummer 338.2) im Bergischen Land, einem Teil des Rheinischen Schiefergebirges.
Im Norden grenzt die Kürtener Hochfläche laut dem Handbuch der naturräumlichen Gliederung Deutschlands im Tal der Großen Dhünn an die Dhünnhochfläche (338.20), im Westen an die Bechener Hochfläche (338.21), im Südwesten an der Paffrather Kalksenke (338.23), im Süden im Tal der Kürtener Sülz an die Sülzsenken und -rücken (338.225) und im Osten an die Wippermulde (338.12). Im Naturraum liegen der nördliche Teil von Kürten und der westliche Teil von Wipperfürth um den Ortsteil Wipperfeld.
Die Kürtener Hochfläche ist eine langgestreckte Hochfläche, die im Westen von einer Höhe von 240 m allmählich bis auf 340 bis 350 m am Rande der Wippermulde ansteigt. Die Hochfläche wird von dem 100 m tiefen, breitsohligen Tal der am südlichen Rand des Naturraums fließenden Kürtener Sülz in einem großen nördlichen und einem kleinen südlichen Flügel geteilt. Nebenflüsse der Großen Dhünn und der Kürtener Sülz gliedern die Hochflächen darüber hinaus mit ihren zahlreichen Nebengerinnen, regional auch Siepen genannt.
Über den breiten nördlichen Flügel verläuft die Bundesstraße 506, deren auf der Höhe verlaufende Trasse schon in frühgeschichtlicher Zeit von einer Altstraße genutzt wurde und im Mittelalter als Heerweg diente. Sie ist zugleich die Wasserscheide zwischen den Flusssystemen der Wupper und der Sieg. Geologisch wird er größtenteils von Tonschiefern der Hobräcker Schichten im Scheitel und ansonsten von Grauwackensandsteinen der Mühlenbergschichten bestimmt, die mit der Nordwestflanke des Ebbesattels zusammenfallen. Die größten Höhen verteilen sich auf beide Gesteinsbereiche, die einen unterschiedlichen Gesteinswiderstand besitzen. Der Sattelbau wirkt sich hier sichtbar auf die Oberflächenformen aus und der Höhenweg verläuft über beide Gesteinsbereiche.
Der schmale südliche Flügel besitzt eine ähnliche geologische Struktur. Im Südwesten reicht die Hochfläche über die Schiefer und Grauwacken der Paffrather Kalkmulde hinweg. Die Böden werden von mittelgründigen steinigen oder sandigem Lehmen mit einzelnen Lößfetzen dominiert.